# Мансудэ (театр)
Художественный театр Мансудэ (кор. 만수대예술극장) — театр, расположенный в центральном районе Пхеньяна, столицы Корейской Народно-Демократической Республики недалеко от Народного дворца учёбы —национальной библиотеки КНДР.

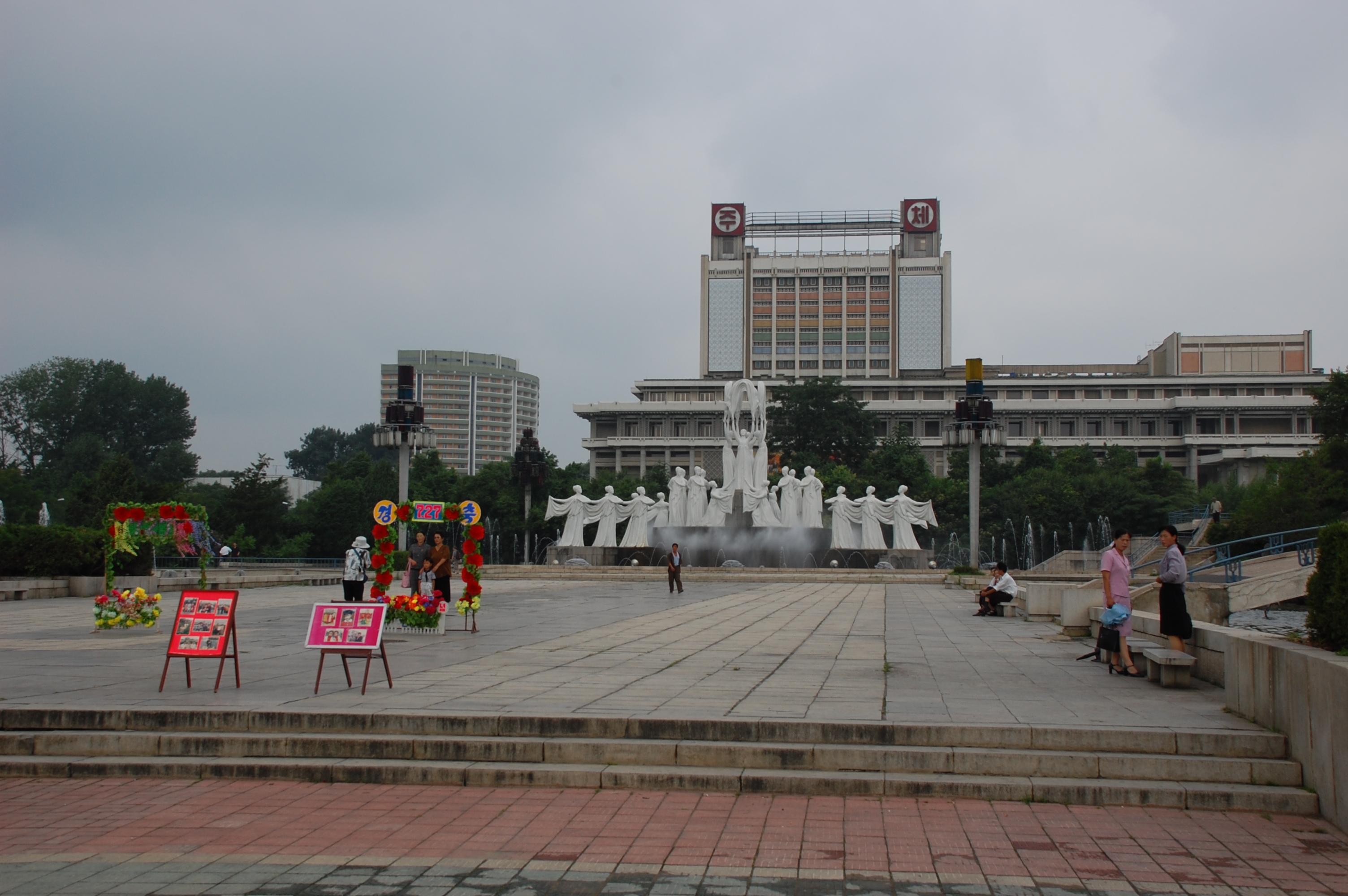
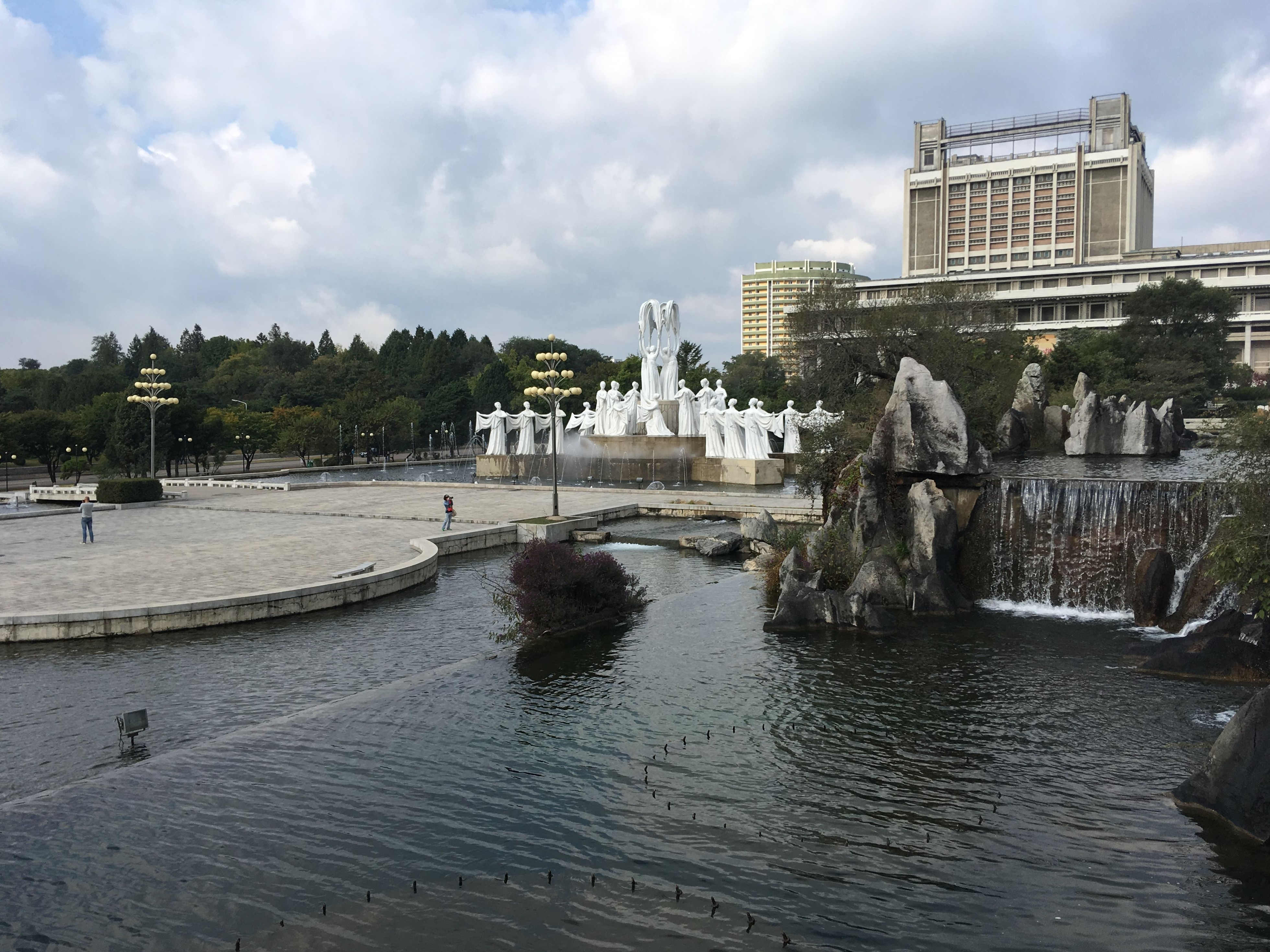
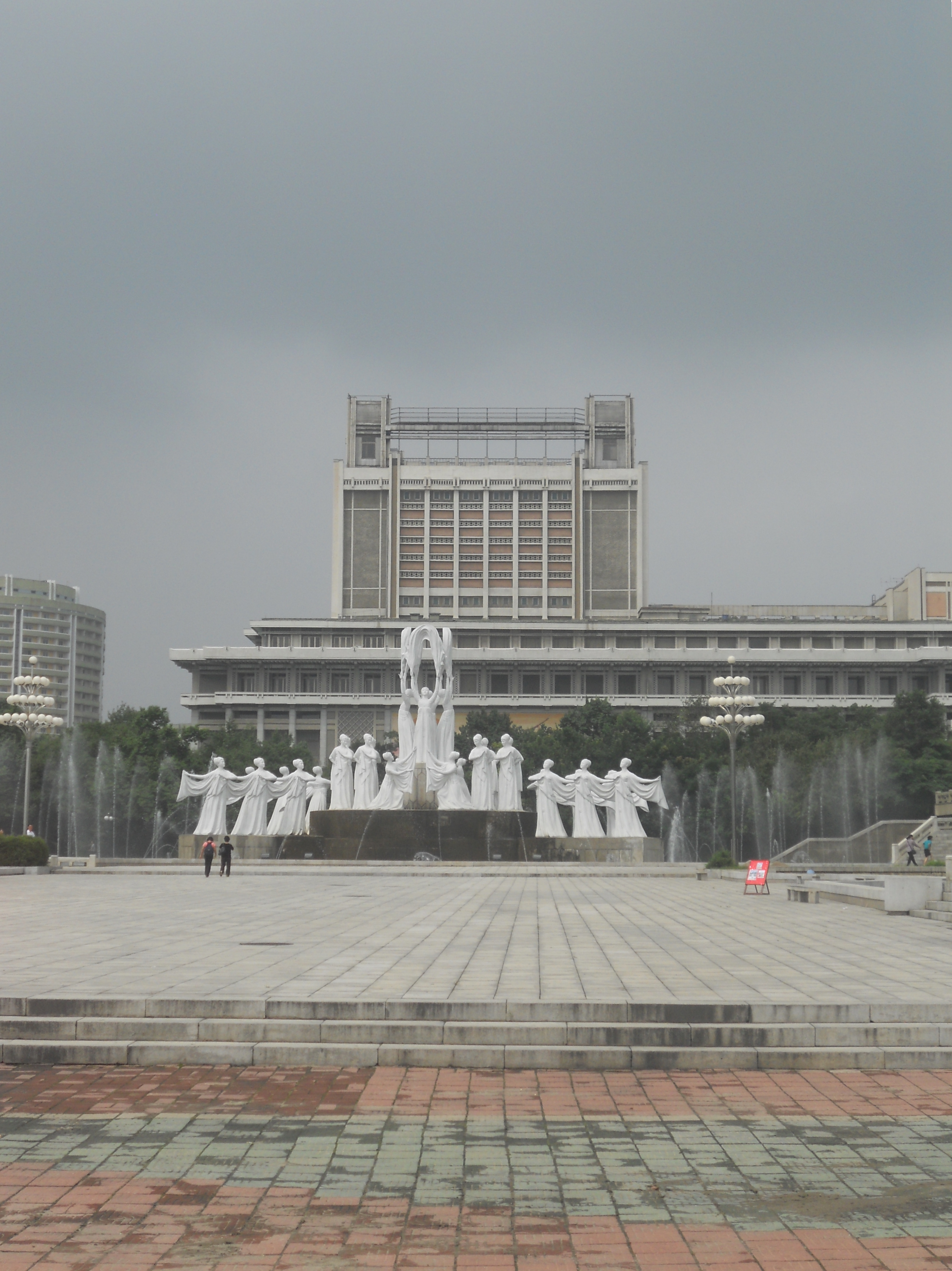

Назван по имени холма Мансудэ в одноименном районе Пхеньяна. Строительство театра было завершено в 1976 году, его общая площадь составила 60 000 м².
Художественный театр Мансудэ — главная площадка для выступлений творческого объединения северокорейских мастеров искусств «Мансудэ». Здесь проходят представления северокорейских революционных опер и постановок, а также часто используется в качестве места проведения различных собраний и съездов Трудовой партии Кореи.